# Tadataka Inō
Tadataka Inō (伊能 忠敬, Inō Tadataka?), (n. 11 februarie 1745 - d. 17 mai 1818), a fost un topograf și cartograf japonez. Este cel care a completat prima hartă a Japoniei folosind metode moderne de măsurare topografică.

## Viața
Născut în Kujukuri, un sat pe malul mării din provincia Kazusa, în actuala prefectură Chiba, Inō a fost adoptat la vârsta de 17 ani de către prospera familie Inō din Sawara (actualmente un district al orașului Katori), în provincia Shimo-Usa. S-a ocupat de afacerile familiei (vânzare de sake și orez) până la pensionarea sa la vârsta de 49 de ani. Atunci s-a mutat la Edo devenind un discipol al astronomului Yoshitoki Takahashi, de la care a învățat astronomie occidentală, geografie și matematică.

## Misiunea
În 1800, după aproape 5 ani de studii, shogunatul i-a permis lui Inō să măsoare topografic țara pe proprii bani. Această misiune, care urma să-i consume următorii 17 ani ai vieții, l-a dus de-a lungul întregului țărm japonez și în câteva locuri din interiorul fiecărei insule principale. A petrecut 3.736 de zile făcând măsurători (și călătorind 34.913 kilometri), oprindu-se în mod regulat să-i arate shogunului hărțile făcute. A făcut hărți detaliate (unele la scara 1:36.000, iar altele la scara 1:216.000) a unor părți ale Japoniei, mai ales din Kyūshū și Hokkaidō.
Magnum opus-ul lui Inō, o hartă la scara 1:216.000 a întregului țărm japonez nu a reușit să-l termine până la moartea sa în 1818, dar a fost completat de către grupul său de topografi în 1821. Atunci a fost publicat întreaga sa operă, intitulată Dai Nihon Enkai Yochi Zenzu (大日本沿海與地全図, hărți ale țărmurilor Japoniei). Arată întreaga țară pe 8 pagini la scala 1:216.000, 214 pagini la 1:36.000 și 3 pagini la 1:432.000. Așa-numiteleInō-zu (hărțile lui Inō), multe dintre ele de o acuratețe de 1/1000 grade, au fost folosite (sau hărți bazate pe ele) până prin 1924.
În plus, Inō a scris unele lucrări de topografie și matematică, de exemplu Chikyu sokuenjutsu mondo și Kyukatsu en hassenho.

## Comemorarea
Inō este considerat ca fiind unul dintre arhitecții Japoniei moderne. În amintirea sa a fost inaugurat un muzeu în fosta sa locuință din Sawara, iar în 1996 a fost desemnat un loc de importanță istorică națională. În noiembrie 1995 guvernul japonez a scos un timbru comemorativ de 80 Yen, cu portretul lui Inō și o secțiune a hărții sale al orașului Edo. Majoritatea edițiilor complete ale atlasului lui s-au pierdut sau au fost distruse (deseori în incendii), dar o ediție aproape completă a hărții la scală mare a fost descoperită în Biblioteca Congresului din SUA în 2001.